# Deliverance (Band)
Deliverance war eine deutsch-kanadische Band christlicher Pop- und Rockmusik der 1970er Jahre.

## Geschichte
Die Band Deliverance wurde Mitte der 70er Jahre von den Cousins Danny, Ken und Paul Janz in Lörrach gegründet. In Alberta (Kanada) geboren, kamen sie mit ihren Eltern, den Gründern des Janz Teams, 1954 nach Deutschland. Sie wuchsen in Basel (Schweiz) und Deutschland auf und besuchten das internationale christliche Internat Black Forest Academy in Kandern. Die Band entstand aus der Verschmelzung der Gruppe Danny & Paul (später mit Wayne Quiring: Danny, Paul, Wayne) mit den Janz Team Singers sowie neuen Mitgliedern. So erschienen die ersten Singles auch unter Nennung beider Namen Janz Team Singers und Danny & Paul.
1976 erschien ihr Debütalbum To God Be The Glory mit christlicher Pop- und Rockmusik. 1977 folgte das Album Give It A Try. Wegen ihrer Vermischung geistlicher und weltlicher Musik sowie gemeinsamen Auftritten mit Hardrock-Bands wie den Scorpions erfuhr die Band zunehmend Kritik aus der christlichen Musikszene, aber auch Bedenken von Seiten des Janz Teams, ihres musikalischen Zuhauses. Das dritte Album Lasting Impressions erschien daher 1977 beim säkularen Label WEA von Warner Music, das letzte Album Tightrope 1979 bei Global Records. Hier schaffte es der Song Leaving L. A. in den USA auf Platz 56 der Billboard Hot 100.
1978 erschien im Janz Team die Konzeptproduktion Der König kommt. Aufgrund des Konflikts, den der Name Deliverance in der konservativen christlichen Hörerschaft ausgelöst hatte, wurde die Band jedoch nicht als solche genannt, sondern die Mitglieder wurden unter dem Untertitel Junge Männer loben Gott einzeln aufgezählt.
1979 wirkte die Band neben unter anderem Inge Brück und dem Botho-Lucas-Chor bei den Aufnahmen des Johannesoratoriums von Siegfried Fietz mit.
Nachdem die Gruppe den Namen Deliverance laut gerichtlichem Beschluss aufgeben musste, nahm sie unter dem Namen Janz mit dem Song Steine am deutschen Vorentscheid zum Eurovision Song Contest 1981 teil. Kurze Zeit später zog Paul Janz zurück nach Kanada und die Band löste sich auf.

## Diskografie

### Alben
| Jahr | Titel               | Verlag         |
| ---- | ------------------- | -------------- |
| 1976 | To God Be The Glory | Image VII      |
| 1977 | Give It A Try       | Blue Rose      |
| 1978 | Lasting Impressions | WEA Records    |
| 1979 | Tightrope           | Global Records |

### Kompilationen
| Jahr | Titel         | Verlag       |
| ---- | ------------- | ------------ |
| 1992 | Oldie Jukebox | Gerth Medien |

### Singles und EPs
| Jahr | Titel                | Verlag         | Anmerkungen                            |
| ---- | -------------------- | -------------- | -------------------------------------- |
| 1971 | Ein wunderbares Heil | Janz Team      | als Janz Team Singers und Danny & Paul |
| 1971 | Reach Out To Jesus   | Janz Team      | als Janz Team Singers und Danny & Paul |
| 1972 | Ohne Jesus           | Janz Team      | als Janz Team Singers und Danny & Paul |
| 1981 | Steine               | Global Records | als Janz                               |